# 自由が丘産能短期大学
自由が丘産能短期大学（じゆうがおかさんのうたんきだいがく、英語: Jiyugaoka Sanno College）は、東京都世田谷区等々力にある私立短期大学。1942年創立、1950年短期大学設置。短期大学の略称は産能短大。自由が丘（目黒区）からは比較的近いが、キャンパスの現住所ではない。
2015年度より通信教育課程のみを設置する短大となった。

## 概要

### 大学全体
- 学校法人産業能率大学が運営する日本の私立短期大学。1950年に産業能率短期大学として設置された。東京都世田谷区内にキャンパスを置き、能率科のみを置いている。

### 教育および研究
- 全国で唯一「能率科」を設置し、経営やビジネスに関する専門科目が多い。

学位を目的としない科目別履修生、高校卒業していない者、旧大検や現在の高卒認定試験に合格する者なども対象とする。

### 学風および特色
- 他の大学・短大・高専及び専門士称号付与校等の一定基準を満たす専門学校卒業者は2年次に編入学して最短1年で短期大学士(能率)の学位が得る。
- 提携する総合学院テクノスカレッジ（東京エアトラベル・ホテル専門学校、東京工学院専門学校）へ入学と同時に本学通信教育課程に入学し、履修登録することにより「短期大学士」の学位を得られる。
- 能率科に通信教育部が設置されて通学課程と同様の多彩なコースがある。毎年2,000人前後が卒業している。

## 沿革
- 1925年 上野陽一が日本産業能率研究所を創立
- 1942年 日本産業能率研究所を母体とし、財団法人日本能率学校を設立
- 1950年 学校法人産業能率短期大学を設立。産業能率短期大学（さんぎょうのうりつたんきだいがく）を設立（能率科第二部事務能率専攻・生産能率専攻）
- 1962年 能率科第二部の修業年限を2年制から3年制へと変更。能率科第二部に販売能率専攻を増設
- 1963年 能率科通信教育課程を開設する
- 1965年 能率科に第一部経営能率専攻を設置（在学者数は86（うち女子7）[3]）
- 1968年 能率科第一部、能率科第二部に経営機械化専攻を増設
- 1973年 能率科第一部、第二部の経営機械化専攻を経営情報処理専攻に変更
- 1982年 能率科第一部に秘書専攻を設置
- 1983年 能率科第二部の修業年限を2年に変更
- 1985年 能率科第二部の販売能率専攻を学生募集停止
- 1986年 能率科第二部の生産能率専攻を経営能率専攻へ、事務能率専攻を経営情報処理専攻へ、販売能率専攻を経営情報専攻へ改組
- 1989年 法人名称を学校法人産能大学に改称。短期大学名称を産能短期大学（さんのうたんきだいがく）に改称
- 1999年 能率科第二部の専攻制を廃止してコース制を導入。一定基準を満たす専修学校専門課程を修了してかつ1年以上の社会経験者に対する2年次編入学制度を導入
- 2000年 法人名称を学校法人産業能率大学に改称。能率科第一部の経営能率専攻・経営情報処理専攻・秘書専攻を経営情報専攻・ビジネス専攻に改組
- 2001年 4月入学生より専修学校専門課程修了後に2年次編入学可能とする。特修生（正科生入学資格のない人対象）の入学資格を同年4月1日までに15歳以上とする
- 2003年 代官山キャンパスを設置
- 2006年 短期大学名称を自由が丘産能短期大学に改称。能率科第一部の専攻制を廃止し、コース制を導入
- 2012年 本年度以降の能率科第二部の学生募集停止
- 2014年 本年度以降の能率科第一部の学生募集停止。通信教育課程のみとなる

## 基礎データ

### 所在地
- 自由が丘キャンパス（東京都世田谷区等々力 6-39-15）
- 府中・小金井キャンパス（東京都小金井市前原5-1-29）
- 代官山キャンパス（東京都目黒区青葉台1-4-4）
- 湘南キャンパス（神奈川県伊勢原市上粕屋1573）

### 象徴
- 自由が丘産能短期大学のカレッジマークは、アメリカハナミズキをモチーフとされている。

## 教育および研究

### 組織

#### 学科
- 能率科
  - 第一部（2014年度以降学生募集停止）：現在は、ビジネスマネジメント、秘書、観光･国際、医療･情報サービス、メディアデザイン、経営情報の各コース制となっているが、かつては以下の専攻課程が設置されていた。
    - 経営能率専攻[4]
    - 経営情報処理専攻[4]
    - 秘書専攻[5]

  - 第二部：（2012年度以降学生募集停止）：2011年度はベーシックマネジメント、ビジネススキルアップ、キャリア・コミュニケーション、パソコンスキルアップの各コースからなっていたが、かつては以下の専攻課程が設置されていた。1985年度入学生まではA、1986年度 - 1998年度までの入学生はBとなる。
    - 生産能率専攻A
    - 事務能率専攻A
    - 販売能率専攻A
    - 経営情報処理専攻A・B
    - 経営能率専攻B
    - 経営情報専攻B

  - 通信教育課程 2005年度は14コース、2013年度は実務・能力開発系と資格系の2系11コースがあったが、かつては以下の専攻課程が設けられていた[6]）
    - 生産能率専攻
    - 事務能率専攻
    - 販売能率専攻

#### 専攻科
- 設置せず。継続教育を希望する場合、併設の産業能率大学へ編入学が多い

#### 別科
- 設置せず

##### 取得資格について
- 第一部と第二部（通学課程）のみ、司書資格が取得できる課程が設置されていた

#### 附属機関
- 総合研究所

### 研究
- 『自由が丘産能短期大学紀要』

## 学生生活

### 部活動・クラブ活動・サークル活動
- 自由が丘産能短期大学のクラブ活動
  - 体育系：ダンス・テニス・フットサル・バスケットボール・バレーボール・ラクロスほか
  - 文化系：コーラス・手話・ボランティア・軽音楽・吹奏楽・演劇ほか
- 通信教育課程の学生は産業能率大学・自由が丘産能短期大学の公認部・公認サークルに参加が認められない（非公認サークル等本学非関与のサークルに入るのは当然に関知しない）。数は少ないが都道府県単位の学生会があり、科目習得試験終了後の懇親会・年に一度程度の教員を招いた学習会を設けている。

### 学園祭
- 「自由ヶ丘産能祭」

### スポーツ
- ラクロス部が秋季リーグで優勝記録。
- バスケットボール部が短大大会でベスト8記録。
- 野球部は第一回全日本大学女子野球選手権大会と「女子大生の軟式野球全国大会」で優勝記録。

## 大学関係者と組織

### 大学関係者組織
- 「自由が丘産能短期大学校友会」

### 大学関係者一覧

#### 大学関係者
- 上野陽一：初代学長
- 上野一郎：元学長

#### 教員
- 池内健治：教授
- 入門貴男：教授（兼任）
- 角田百合子：教授
- 内藤英俊：教授
- 中村光延：教授
- 松本久良：教授
- 矢島正：教授
- 依田朗裕：准教授
- 高橋玲：准教授（兼任）
- 永山祐輔：講師
- 末﨑裕康：講師
- 栗林千聡：講師（兼任）
- 堀内勝夫：助教

#### 出身者
- 出口清 - 元千葉県袖ケ浦市長
- 大垣隆 - 元栃木県下野市長
- 森川絹枝 - 元神奈川県愛甲郡愛川町長
- 池森賢二 - ファンケル創業者（中退）
- 奥平充男 - 競輪選手
- 小野ひずる−元女優
- 関綾乃 - モデル
- やなせなつみ - 声優
- 井田朱音 - フリーアナウンサー
- 小林奈々絵 - ラジオパーソナリティ
- 師玉祐一 - バスケットボール選手
- 金山剛 - 税理士
- 森理世 - モデル、ダンサー、コレオグラファー（通信教育課程卒業[7]）
- 千々岩力 - 法学者
- 斗猛矢 - プロレスラー、北海道登別市議会議員
- 山川仁 - 前沖縄県豊見城市長（中退）

## 施設

### キャンパス

#### 自由が丘キャンパス
- 使用学科：能率科
- 使用専攻科：なし
- 交通アクセス：東急東横線・大井町線自由が丘駅下車、徒歩15分。
- 設備：1号館・2号館・3号館・5号館・6号館・7号館・図書館、1号館前にカフェテラス「サンクンガーデン」、7号館に短大の通信教育部事務局などがある。春にアメリカハナミズキが咲く。

#### 府中・小金井キャンパス
- 使用学科：能率科経営管理コース
- 総合学院テクノスカレッジ内

#### 代官山・湘南キャンパス
- 使用学科：能率科

## 対外関係

### 他大学との協定

#### アメリカ
- オレゴン大学

#### カナダ
- オカナガン大学

#### 日本
- 東京都私立短期大学協会コンソーシアム加盟の各短期大学

2005年度に、通学課程と通信教育課程の相互、以下の大学や短期大学と相互、それぞれに単位互換制度があった
- 産業能率大学
- 放送大学
- 淑徳短期大学
- 東横学園女子短期大学

### 系列校
- 産業能率大学
- 総合学院テクノスカレッジ

## 社会との関わり
- 公開講座を実施している。
- 大学と同様に湘南ベルマーレのオフィシャルスポンサーとなっている。